# Village Park (stadion)
Village Park (stadion), albo Hakupu School Ground – stadion z siedzibą w Hakupu, miejscowości w Niue. Jego nazwa pochodzi od Hakupu School i ma pojemność 200 osób. Arena jest domem dla lokalnego klubu: Hakupu FC i klubu z miejscowości Makefu: Makefu FC.